# Serie A 1956 (pallavolo maschile)
La Serie A maschile FIPAV 1956 fu la 11ª edizione del principale torneo pallavolistico italiano organizzato dalla FIPAV.
Per ogni vittoria veniva assegnato un punto. Il titolo fu conquistato dalla Crocetta Villa d'Oro Modena. L'Universal Stiror Reggio Emilia si ritirò al termine del girone d'andata.

## Classifica
| Pos. | Squadra                        | Pt | G  | V  | P  | SV | SP |
| ---- | ------------------------------ | -- | -- | -- | -- | -- | -- |
| 1.   | Crocetta Villa d'Oro Modena    | 11 | 13 | 11 | 2  | 35 | 18 |
| 2.   | Minelli Modena                 | 9  | 13 | 9  | 4  | 32 | 23 |
| 3.   | Avia Pervia Modena             | 8  | 13 | 8  | 5  | 29 | 23 |
| 4.   | CUS Parma                      | 8  | 13 | 8  | 5  | 29 | 26 |
| 5.   | Sestese Sesto Fiorentino       | 6  | 13 | 6  | 7  | 27 | 28 |
| 6.   | Assi Firenze                   | 6  | 13 | 6  | 7  | 24 | 31 |
| 7.   | Universal Stiror Reggio Emilia | 1  | 7  | 1  | 6  | 8  | 19 |
| 8.   | CRDA Trieste                   | 0  | 13 | 0  | 13 | 23 | 39 |

| Campione d'Italia | Retrocesse in Serie B |

## Risultati

### Tabellone
|                    | Firenze | Modena AP | Modena Minelli | Modena Villa d'Oro | Parma | Reggio Emilia | Sesto Fiorentino | Trieste |
| ------------------ | ------- | --------- | -------------- | ------------------ | ----- | ------------- | ---------------- | ------- |
| Firenze            | XXX     | 3-1       | 3-2            | 1-3                | 3-2   | –             | 2-3              | 3-2     |
| Modena AP          | 3-0     | XXX       | 0-3            | 2-3                | 3-0   | 3-0           | 3-1              | 3-2     |
| Modena Minelli     | 3-1     | 2-3       | XXX            | 0-3                | 1-3   | –             | 3-2              | 3-1     |
| Modena Villa d'Oro | 3-1     | 3-0       | 1-3            | XXX                | 3-1   | –             | 3-1              | 3-2     |
| Parma              | 3-0     | 3-2       | 2-3            | 3-1                | XXX   | 3-1           | 3-2              | 3-2     |
| Reggio Emilia      | 1-3     | –         | 2-3            | 1-3                | –     | XXX           | –                | 3-1     |
| Sesto Fiorentino   | 3-1     | 2-3       | 0-3            | 1-3                | 3-0   | 3-0           | XXX              | 3-2     |
| Trieste            | 2-3     | 1-3       | 2-3            | 2-3                | 2-3   | –             | 2-3              | XXX     |